# Miguel Ángel Morán Aquino
Miguel Ángel Morán Aquino, né le 25 mai 1955 à Santa Ana, est un évêque catholique.

## Biographie
Miguel Ángel Morán Aquino naît le 25 mai 1955 dans le canton de Nancintepeque, dans le hameau d'Esquipulas, Santa Ana.
Il reçoit le diaconat le 25 juillet 1981 et le presbytérat le 5 décembre de la même année, dans la paroisse de San Pedro Apóstol, Metapán.
Il obtient une licence en théologie dogmatique à Rome, en Italie, après quoi il retourne au Salvador et collabore avec le séminaire de San José de la Montaña, à San Salvador.
Le 2 septembre 2000, il est nommé évêque du diocèse de San Miguel, tandis que le 9 février 2016, le pape François le nomme évêque du diocèse de Santa Ana.